# Philippe de Orléans (1869–1926)
Prințul Philippe d'Orléans, Duce de Orléans (n. 24 august 1869, Greater London, Anglia, Regatul Unit al Marii Britanii și Irlandei – d. 28 martie 1926, Palermo, Italia) a fost pretendent orleanist la tronul Franței din 1894 până în 1926.

## Primii ani
Philippe s-a născut la Casa York, Middlesex, Anglia ca fiu al Prințului Filip, Conte de Paris și a soției acestuia, Prințesa Marie Isabelle d'Orléans. Familia sa locuia în Anglia de când străbunicul său Louis Philippe, rege al Franței a abdicat și a fost exilat în 1848. Philippe a fost botezat Louis-Philippe-Robert.
În 1871 Philippe s-a întors cu părinții lui în Franța. A fost educat acasă la Castelul d'Eu și la colegiul Stanislas din Paris. În 1880 a primit de la tatăl său titlul de Duce d'Orléans.

## Pretendent la tron
După moartea tatălui său la 8 septembrie 1894, Filip a devenit pretendentul orleanist la tronul Franței. Este cunoscut de monarhiști sub numele de Filip al VIII-lea. A fost un pretendent activ, emitea manifeste în mod regulat și acorda ordine cavalerești.
La 5 noiembrie 1896, la Viena, Filip s-a căsătorit cu Arhiducesa Maria Dorothea de Austria, fiica Arhiducelui Joseph Karl al Austriei, Palatin al Ungariei și nepoata Ducesei Maria Dorothea de Württemberg. Din căsătorie n-au rezultat copii iar cuplul nu s-a potrivit; după câțiva ani au trăit separat.
Filip a continuat să locuiască în Anglia până în 1900, când s-a mutat la reședința sa principală în Belgia. A fost un yachtsman activ și a explorat părți de pe coasta de vest a Groenlandei în 1905. În 1907 el a navigat în Marea Kara din nordul Siberiei, iar în 1909 a mers chiar mai departe în nord în Oceanul Arctic.
În 1914 Filip și soția lui Maria Dorothea s-au separat legal. Ea a trăit în principal în Ungaria.
La izbucnirea Primului Război Mondial Filip a încercat fără succes să se alăture armatei franceze. În 1926 Filip a murit de pneumonie la Palatul d'Orléans din Palermo, Sicilia.  A fost succedat de vărul și cumnatul său, Jean d'Orléans, duce de Guise.